# مطار أصفهان الدولي
مطار أصفهان الدولي هو المطار الرئيسي الذي يخدم مدينة أصفهان، إحدى أكبر المدن في إيران. يُعد هذا المطار نقطة دخول وخروج هامة للسفر الدولي، ويوفر خدمات متنوعة للمسافرين ويُسهم في ربط أصفهان ببقية أنحاء البلاد والعالم.

## نظرة عامة
سُمي المطار تكريمًا للشهيد بهشتي. لأغراض إدارية وتعداد سكاني، يُصنف المطار كقرية ضمن منطقة قهاب شمالي الريفية، في القسم المركزي لمحافظة أصفهان بإيران. يضم المطار مبنيين للركاب: أحدهما مخصص للرحلات الداخلية والآخر للرحلات الدولية.بجانب المطار تقع قاعدة خاتمي الجوية، التي بُنيت في السبعينيات خصيصًا لخدمة أسطول إيران من طائرات إف-14 تومكات.

## الخطوط الجوية والوجهات
| شركة الطيران            | الوجهات                                                                                       |
| ----------------------- | --------------------------------------------------------------------------------------------- |
| آسا جيت                 | مطار عبادان، تشابهار كونارك، مطار مشهد، مطار قشم، رشت، مطار مهرآباد                           |
| الخطوط الجوية آتا       | كيش، مشهد، مطار النجف، قشم، تبريز، مطار مهرآباد                                               |
| آفا إيرلاينز            | كيش، مشهد                                                                                     |
| كاسبيان إيرلاينز        | أسالويه، كيش، مطار مشهد، مطار النجف، مطار مهرآباد                                             |
| تشابهار إيرلاينز        | مطار مهرآباد الدولي                                                                           |
| فلاي دبي                | مطار دبي الدولي                                                                               |
| فلاي برسيا              | كيش، مطار مشهد، مطار قشم، مطار مهرآباد                                                        |
| الخطوط الجوية الإيرانية | بندر عباس، مطار دبي الدولي، مطار الكويت الدولي، مطار مشهد، النجف، مطار مهرآباد                |
| إيران أيرتور            | مشهد، مطار مهرآباد                                                                            |
| آسمان للطيران           | مطار عبادان، مطار الأهواز، مطار مشهد، مطار النجف الدولي، مطار رشت، ساري، مطار مهرآباد الدولي  |
| الخطوط الجوية العراقية  | مطار بغداد، مطار النجف                                                                        |
| نفط للطيران             | أهواز، أسالويه، بهرگان، بندر عباس، خارگ، لافان، ماهشهر، مطار مشهد، جزيرة سيري، مطار مهرآباد   |
| كيش إير                 | أسالويه، بندر عباس، كيش، مطار مشهد، مطار مشهد مطار النجف [بحاجة لمصدر]                        |
| ماهان إير               | أسالويه، كرمان، مطار مشهد، تبريز، مطار مهرآباد، زاهدان                                        |
| ميراج إيرلاينز          | أسالويه، كيش، مطار مشهد، مطار النجف، مطار قشم، مطار مهرآباد                                   |
| بارس إير                | أسالويه، تشابهار/كونارك، كيش، مطار مشهد، مطار مسقط، النجف، مطار قشم، مطار شيراز، مطار مهرآباد |
| خطوط بيغاسوس            | مطار إسطنبول–مطار صبيحة كوكجن                                                                 |
| بويا إير                | مطار مهرآباد                                                                                  |
| الخطوط الجوية القطرية   | مطار الدوحة–مطار حمد الدولي                                                                   |
| قشم إير                 | مطار دبي، خارگ، كيش، مطار مشهد، مطار النجف، مطار قشم، مطار مهرآباد                            |
| صهاء إيرلاينز           | أسالويه، كيش، مطار مشهد، مطار مهرآباد                                                         |
| سپهران إيرلاينز         | مطار مشهد                                                                                     |
| تابان للطيران           | مطار مشهد، مطار مهرآباد                                                                       |
| الخطوط التركية          | إسطنبول                                                                                       |
| وارش إيرلاينز           | كيش، مطار مشهد، مطار مسقط، مطار النجف، مطار قشم، ساري، مطار مهرآباد                           |
| يرد إيروايز             | مطار قشم، مطار مهرآباد                                                                        |
| زاغروس إيرلاينز         | مطار الأهواز، كيش، مطار مشهد، مطار النجف، مطار مهرآباد                                        |

## الحوادث والوقائع
في 15 فبراير 1965، تعرضت طائرة فيكرز فيسكند EP-AHC التابعة للخطوط الجوية الإيرانية لأضرار بالغة أدت إلى خروجها عن الخدمة، بعد انهيار العجلة اليسرى نتيجة هبوط قوي.
- في 18 نوفمبر 2009، واجهت طائرة فوكر 100 EP-CFO التابعة لإيران إير عطلًا في عجلات الهبوط أثناء الإقلاع. كانت الطائرة متجهة إلى مطار مهرآباد في طهران عندما فشلت العجلات في الانسحاب. هبطت في أصفهان لكنها تعرضت لأضرار كبيرة بعد انهيار العجلة الرئيسية اليسرى.[4]
- في 15 يناير 2010، تعرضت طائرة فوكر 100 EP-IDA التابعة لإيران إير، خلال رحلة رقم 223، لأضرار كبيرة إثر انهيار عجلة المقدمة بعد الهبوط.[5]
- في 24 يناير 2010، تحطمت رحلة طيران تابان رقم 6437، وهي طائرة تو-154 إم، أثناء هبوط اضطراري في مطار مشهد الدولي بسبب حالة طبية طارئة؛ نجا جميع الركاب البالغ عددهم 157 وطاقم الطائرة المكون من 13 شخصًا، وأصيب 42 بجروح طفيفة.[6] انطلقت الرحلة من آبادان في اليوم السابق، وتوقفت ليلة في أصفهان بسبب سوء الأحوال الجوية في مشهد.[7][8]